# 60s 70s 80s
《60s 70s 80s》是安室奈美惠以个人单独名义在2008年3月12日发行的第34张单曲。以CD ONLY、CD+DVD兩形式發行，收錄「NEW LOOK（新時尚）」、「ROCK STEADY（搖滾不死）」以及「WHAT A FEELING（何等美妙）」三首歌曲。

## 簡介
- 專輯《PLAY》後第一張單曲，其後收錄於精選輯《BEST FICTION》中。本作中的三首歌曲都為安室本人出演的知名髮蠟品牌沙宣廣告歌曲。
- 《NEW LOOK》為1960年代黑人女性組合「The Supremes」的代表作《Baby Love》的改編歌曲。
- 《ROCK STEADY》為1970年代歌手「Aretha Franklin」的改編歌曲。
- 《WHAT A FEELING》則為1980年代歌手「Irene Cara」的改編歌曲。
- 登場後第二週升上週榜首位，自單曲《I HAVE NEVER SEEN》後約9年零3個月再次有單曲獲得週榜首位，累積銷量約29萬。

## 收錄曲

### CD
1. NEW LOOK
  - 原曲：The Supremes「Baby Love」（1964）
  - 作詞：michico, Lamont Dozier, Brian Holland, Eddie Holland/作曲：T.Kura , michico, Lamont Dozier, Brian Holland, Eddie Holland/編曲：T.Kura
2. ROCK STEADY
  - 原曲：艾瑞莎·弗蘭克林「ROCK STEADY」（1971）
  - 作詞：michico, Aretha Franklin/作曲：MURO , michico, Aretha Franklin/編曲：MURO
3. WHAT A FEELING
  - 原曲：Irene Cara「Flashdance... What a Feeling」（1983）
  - 作詞：michico, Keith Forsey, Irene Cara/作曲：Shinichi Osawa , michico, Giorgio Moroder/編曲：Shinichi Osawa
4. NEW LOOK (Instrumental)
5. ROCK STEADY (Instrumental)）
6. WHAT A FEELING (Instrumental)

### DVD
1. NEW LOOK (MUSIC VIDEO)
  - 「Fashion×Music×VS」60年代篇（導演：兒玉裕一）
2. ROCK STEADY (MUSIC VIDEO)
  - 「Fashion×Music×VS」70年代篇（導演：田中裕介）
3. WHAT A FEELING (MUSIC VIDEO)
  - 「Fashion×Music×VS」80年代篇（導演：中村剛）